# Коимбра, Леонарду
Леона́рду Жозе́ Кои́мбра (порт. Leonardo José Coimbra; 30 декабря 1883, Борба-де-Годин — 2 января 1936, Порту) — философ и политик Португалии, эссеист, журналист; основатель первого в Португалии филологического факультета при Университете Порту (1919), один из основателей культурно-философского движения Renascença Portuguesa (Ренашсенса португеза, португальское возрождение) первой четверти XX века. Масон. Идеи Коимбры были весьма близки, но не равнозначны саудозизму. Автор собственной философской концепции креасионизма (порт. criacionismo). Религиозный экзистенциалист. Последователь интуитивизма Бергсона.

## Биография и творчество
Имя философа, политика, эссеиста, профессора университета Порту Леонарду Коимбры стоит в ряду важнейших деятелей культуры Португалии первой половины XX века. В 1912 году окончил филологический факультет Лиссабонского университета.
Учился в Коимбрском университете, военно-морском училище в Лиссабоне, в Политехнической академии Порту. С 1910 по 1919 год преподавал в лицеях Порту, По́вуа де Варзина и Лиссабона
В 1913 году вступил в Португальскую республиканскую партию, из которой вышел в 1925 году, когда присоединился к Левой демократической партии. В том же году стал членом масонской ложи. Выступал за участие Португалии в Первой мировой войне. В 1918 году при режиме Сидониу Паиша был арестован.
В 1919 году основал филологический факультет Университета Порту (Faculdade de Letras da Universidade do Porto, FLUP), где до 1931 года был заведующим кафедры философии. Руководил изданием «Журнала филологического факультета Университета Порту» (Revista da Faculdade de Letras da Universidade do Porto, издано 6 номеров в 1920—1922 годах).
Избирался депутатом парламента в 1919 и 1922 годах, Дважды назначался министром образования (с апреля по июнь 1919 года и с ноября 1922 года по январь 1923 года). В конце 1935 года принял католичество, умер 2 января 1936 года спустя 3 дня после автомобильной катастрофы.

## Основные сочинения
- 1912 — O Criacionismo: Esboço de um Sistema Filosófico
- 1913 — A Morte. — Porto : Renascença Portuguesa, 114 p.
- 1916 — A Alegria, a Dor e a Graça do Amor e da Morte. — Porto : Renascença Portuguesa, 325 p. (перевод на испанский язык 1921 года, на французский язык 2007 года, ISBN 2-9600523-1-5)
- 1918 — A Luta pela Imortalidade
- 1921 — Adoração: Cânticos de Amor
- 1923 — Jesus. — Porto : Renascença Portuguesa, 1923. 88 p.
- 1923 — Guerra Junqueiro. — Porto : Renascença Portuguesa, 153 p. (переиздание 1996 года, ISBN 972-48-1704-0)
- 1932 — A Filosofia de Henri Bergson. — [Porto] : Renascença Portuguesa, 269, [3] p. Data da capa 1934 (переиздание 1994 года, ISBN 972-27-0695-0)

Все эти работы вошли в Полное собрание сочинений в 8-ми томах (2004—2014).